# Forgotten Hill
 (janvier 2020).
Forgotten Hill est une série de jeux vidéo de type escape the room développée et éditée par FM Studio, entreprise familiale italienne composée de Francesco Mendogni (graphisme, conception et programmation) et Manuela Conti (intégrations API, édition et gestion), basée à Parme.
Les jeux sont disponibles sur navigateur web, iOS, Android et Steam.

## Synopsis
L’univers de Forgotten Hill est très particulier, assez gore, le graphisme, soigné, peut impressionner. Forgotten Hill est une série de jeux d'horreur.

## Liste de titres

### Forgotten Hill: Fall
Le premier épisode de la saga parle d'une maison abandonnée dans laquelle se passent des choses étranges. Le jeu se déroule dans l’obscurité et c'est au joueur de trouver des indices pour sortir à l'aide de sa lampe torche.

### Forgotten Hill: Puppeteer
Le joueur se retrouve dans un cirque abandonné et doit en sortir vivant.

### A Forgotten Hill Tale: Portrait of an Obsession
Cet opus est paru le 23 avril 2020. Il raconte l’histoire d’un tableau qui possède littéralement l’esprit de son acquéreur et la façon dont il s’en est emparé.

### Forgotten Hill: Disillusion
Cet opus est paru le 3 décembre 2019. Vous visitez le musée de Forgotten Hill, un lieu d’exposition du passé, du présent, de la nature, de l'art et de l'inconnu...

### Forgotten Hill: The Wardrobe
Paru le 29 avril 2021, c’est le premier opus d’une nouvelle série de jeux dérivée de Forgotten Hill.
Chapitre I : les Autres Amis. Aidez votre petit frère Waylon à retrouver les démons du placard et les renvoyer dans la penderie pour toujours.
Le 29 novembre 2021 paraît le deuxième volet de cet épisode.
Chapitre II : les Deux Sœurs. Retrouvez les deux sœurs et accédez à leur désir le plus cher.

### Forgotten Hill: The Third Axis Chapter 1
Vous incarnez Edward Jenkin, en tant que membre de l'organisation du Troisième Axe, une organisation qui essaye de contenir et si possible de détruire le mal. Vous avez été envoyé en mission pour enquêter sur la disparition d'un membre important et récupérer le composant mystérieux qu'il protégeait, l'élément C.